# Inermocoelotes gasperinii
Inermocoelotes gasperinii es una especie de araña araneomorfa del género Inermocoelotes, familia Agelenidae. Fue descrita científicamente por Simon en 1891.
Se distribuye por Croacia y Montenegro. El cuerpo del macho mide aproximadamente 9,1 milímetros de longitud y el de la hembra 11,6 milímetros.